# Curtis Jones
Curtis Alan Jones, noto anche con lo pseudonimo di Green Velvet o Cajmere (Chicago, 26 aprile 1968), è un produttore discografico, cantautore e disc jockey statunitense.
Oltre a Green Velvet, è anche noto con diversi pseudonimi tra cui Cajmere, Geo Vogt, Half Pint, Curan Stone e Gino Vittori.

## Discografia
come Green Velvet
- 1999 - The Nineties (1993 A.D. Through 1999 A.D)
- 1999 - Constant Chaos
- 2000 - Green Velvet
- 2001 - Whatever
- 2005 - Walk in Love
- 2007 - Ministry of Sound Sessions
- 2009 - Lost and Found
- 2013 - Unshakable

come Cajmere
- 2013 - Too Underground For The Main Stage
- The Many Shades of Cajual
- Techno Funk
- House Music All Night Long